# ポール・タトル・シニア

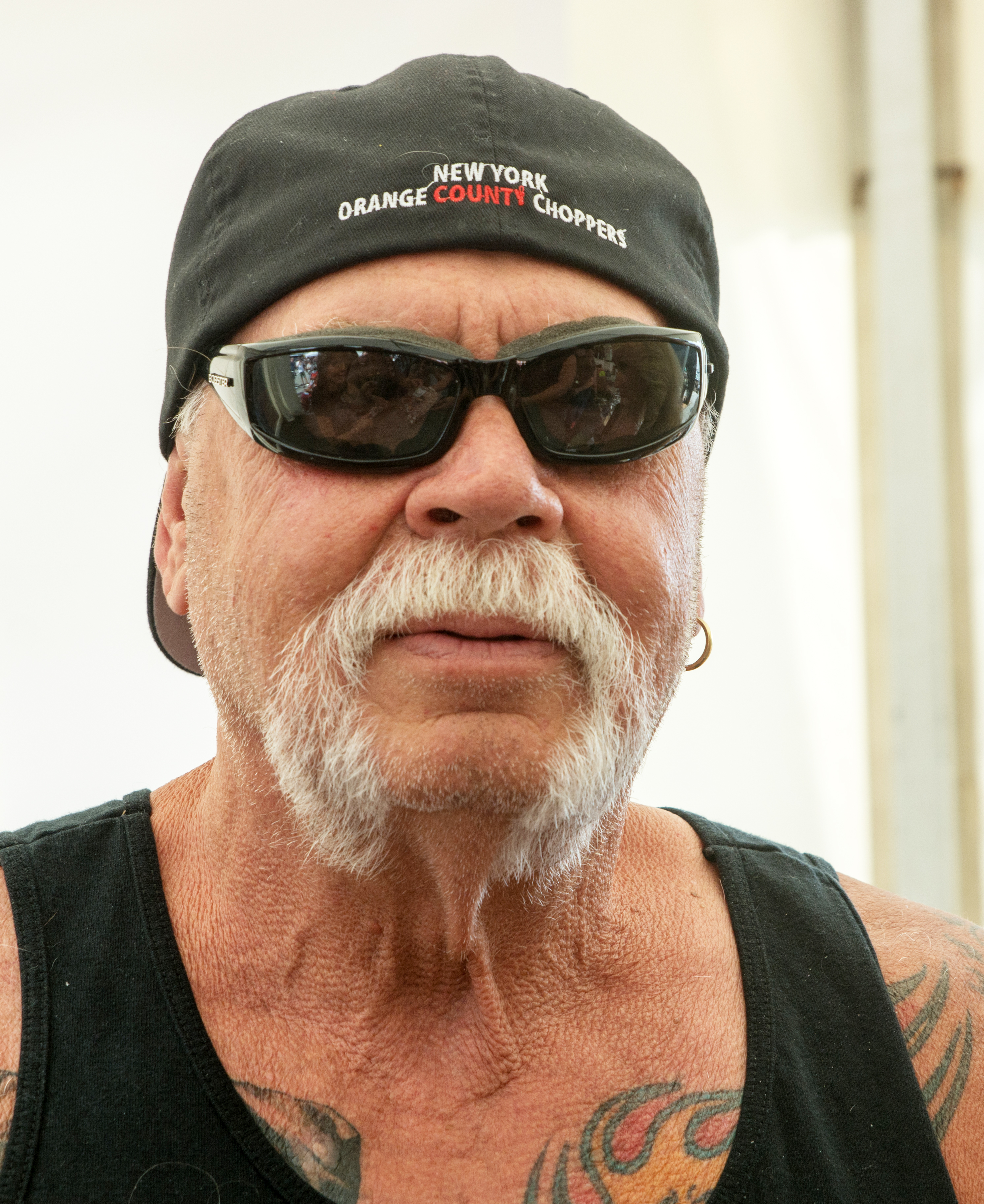
ポール・タトル・シニア

ポール・ジョン・タトル・シニア（Paul John Teutul, Sr. 1949年5月1日 - ）は、アメリカ合衆国のオートバイメーカー、オレンジ・カウンティ・チョッパーズのCEOである。ニューヨーク州ヨンカーズ生まれ。息子のポール・タトル・ジュニアおよびマイケル・タトルと共に同社を経営している。

## 人物
ベトナム戦争に、海兵隊員として参加した。
ディスカバリーチャンネルの人気テレビ番組「アメリカンチョッパー」では、過去に薬物中毒やアルコール中毒であったこと、またそのために「ポールジュニアとマイケルの成長に立ち会えなかった事を後悔している」と語っている。
著書では、30代まで自分のミドルネームを知らなかった事を明らかにしている。
また、父も同じ名前であり、若いころはポール・タトル・ジュニアとよばれていた。

## 家族
息子に長男ポール・ジュニア、三男マイケルに加えて、オレンジカウンティ鉄工所を経営する次男ダニエル、長女にクリスティンがいる。最初の妻であるポーラとは離婚し、2007年7月にベス・ディロン(Beth Dillon)と再婚した。